# Sal Soghoian
Sal Soghoian (...) è un informatico statunitense.
È il manager del progetto AppleScript di Apple.
Conosciuto anche come AppleScript Guru, Sal è conosciuto come un evangelista nell'utilizzo degli AppleScript per anni prima dell'assunzione nell'Apple.  Nel 2004 durante il WWDC, Sal presentò con Steve Jobs una dimostrazione del programma Automator, un programma incluso da Mac OS X Tiger. Questo programma consente di creare AppleScript in modo grafico.